# Альфред Урбанський
Альфред Урбанський (пол. Alfred Urbanski; 13 січня 1899 — 10 вересня 1983, Лондон, Велика Британія) — польський політичний і державний діяч, прем'єр-міністр Уряду Польщі у вигнанні (з 18 липня 1972 по 15 липня 1976). Член Польської соціалістичної партії (у вигнанні).

## Біографія
Шляхтич. Закінчив юридичний та факультет громадських наук Університету Стефана Баторія у Вільно. Після закінчення навчання працював економістом у Вільні та юристом у Молодечно.
Під час Другої світової війни опинився на теренах СРСР. Там після оголошення амністії опинився в Куйбишеві, де формувався 1-й польський корпус.
Після закінчення війни залишився за кордоном у Лондоні.
У 1969—1972 роках, як представник Польської соціалістичної партії, був членом «Ради Трьох», до якої також входили Владислав Андерс та Едвард Бернард Рачинський. «Рада Трьох» — колективний орган, який протиставляв себе главі Польської держави і перебував в опозиції до президента Августа Залеського, який не хотів поступатися постом президента.
У 1972—1976 роках обіймав посаду прем'єр-міністра Уряду Польщі у вигнанні, 1973 року переформував склад уряду.
Помер 10 вересня 1983 року у Лондоні, похований на цвинтарі Ганнерсбері.